# Carnon Downs
Carnon Downs – wieś w Anglii, w Kornwalii, w dystrykcie (unitary authority) Kornwalia. Leży 6 km od miasta Truro, 34,5 km od miasta Penzance i 380,9 km od Londynu. W 2015 miejscowość liczyła 1357 mieszkańców.